# Terdonck
Terdonck (en néerlandais : Terdonk) est un lieu-dit et un ancien hameau le long de la Canal Gand-Terneuse, maintenant situé dans la ville belge de Gand. À Terdonck se trouve un service de ferry qui fait la traversée du canal.

## Histoire
Terdonck a longtemps fait partie de Kluizen et est situé à l'est du village de Doornzele, sur la route vers Winkel-Sainte-Croix.
Par la construction du canal Gand-Terneuse qui a commencé dans le début du 19e siècle Terdonk a été divisé. L'Atlas des chemins vicinaux datant de cette époque, montre le hameau comme "Terdonck", "Terdonk" et "Terdonckt". En 1865, le chemin de fer entre Gand et Terneuse divise la zone.
L'endroit est resté très rural au XXe siècle. Dans la première moitié du siècle, la Régate de Terdonck avait encore lieu chaque année. La croissance du port de Gand va absorber petit à petit le hameau. Une partie du territoire en 1927, va être réunie à Gand. En vue de la construction du dock de Kluizen à la fin de 1964, un autre morceau de territoire est donné à la ville de Gand. Le hameau disparut donc en grande partie au cours du siècle, en raison de l'élargissement du canal et de l'expansion de l'industrie. En 1970 le Rodenhuizedok (dock de la maison rouge), nommé d'après l'ancienne Rodenhuize(maison rouge) se trouvant là un peu plus au sud. Sur l'ouest du canal, il reste encore quelques maisons du hameau, au nord du centre de Doornzele.